# Batalla naval de Barcelona (1359)
La batalla naval de Barcelona de 1359 fue uno de los episodios de la Guerra de los Dos Pedros.

## Antecedentes
La Guerra de los Dos Pedros, causada por las pretensiones del monarca castellano sobre las tierras del sur del Reino de Valencia (incluyendo Murcia, Elche, Alicante y Orihuela) estalló por un episodio en que nueve galeras aragonesas, armadas por Micer Francesc de Perellós con licencia de Pedro IV de Aragón, que iban en auxilio del Reino de Francia contra el Reino de Inglaterra, llegaron a Sanlúcar de Barrameda en busca de vituallas capturaron en aquellas aguas dos barcos de la República de Génova, con la que estaban en guerra. Pedro I de Castilla, que se encontraba en el mencionado puerto, requirió a Perellós que abandonara su presa, y como este no lo hizo se quejó a Pedro IV de Aragón, conocido como Pedro el ceremonioso, quien tampoco le hizo caso. De este modo, persiguió a Perellós con algunas galeras castellanas hasta Tavira no pudiendo atraparlo, y como venganza hizo quemar las mercancías de los aragoneses en Sevilla.
El rey de Castilla preparó una flota en Sevilla en la que el mismo rey Pedro I embarcó, con la intención de destruir el poder marítimo del rey aragonés. Para poder enfrentarse con la armada aragonesa, los castellanos requirieron el apoyo del sarraceno Reino de Granada, y de la República de Génova. La flota, comandada por el almirante Egidio Boccanegra, hermano del dux Simone Boccanegra, y con los capitanes castellanos García Álvarez de Toledo, Jaime García de Padilla y Pero López de Ayala se reunió en Cartagena donde el rey castellano esperó las naves del Reino de Portugal que no llegaron, y entretanto envió siete galeras a capturar las nueve galeras aragonesas, pero solo pudo apresarse una carraca veneciana en Mallorca.
Pedro IV de Aragón, que sabía de los preparativos de la flota castellana, hizo reforzar las defensas costeras y ordenó que los barcos no salieran de puerto para no ser capturados, y pensando que el objetivo del rey Catellano era desembarcar en Mallorca, organizó una armada de cuarenta galeras.
Pedro I  de Castilla desembarcó el 4 de junio en Guardamar, que fue tomada. La flota desembarcó en la ciudad de Valencia, defendida por Ramón Berenguer I de Ampurias, pero la guarnición se defendió sin salir de la ciudad para presentar batalla. Los asaltantes reembarcaron zarpando hacia el norte para atacar las costas más arriba del Ebro. En la embocadura de este río se les unió la flota del portugués de Lanzarote Pezana, y en Tortosa les esperaba el cardenal Guy de Boulogne, legado apostólico para los reinos españoles, enviado por Inocencio VI para convencerlos de la necesidad de llegar a un acuerdo pacífico.

## La batalla
La flota castellana se presentó en Barcelona el 9 de junio de 1359 capitaneada por el almirante Egidio Boccanegra, proveniente de Sevilla, de donde había zarpado el mes de abril y a la que se incorporaron tres naves del Reino de Granada y una carraca veneciana que iban armadas con brigolas.
La defensa aragonesa se tuvo que improvisar y la lideró Bernat III de Cabrera y Hug II de Cardona y los capitanes Bernat y Gilabert de Cruïlles, Bernat Margarit y Pere Asbert, con el mando del rey aragonés sobre una nave enorme en medio de la línea. La flota de diez galeras y otros barcos pequeños, donde estaban situados los ballesteros llegados de los pueblos del Llano de Barcelona y del Vallès, y comandados por Ramón de Pujol, Ramon y Bernat Planella, Bernat de Perapetusa, Ramón Berenguer de Vilafranca y Humbert de Ballestar se situó a lo largo de la playa, cubierta por un banco de arena conocido como «Las tareas», justo ante el convento de san Nicolás de Bari hasta la calle de Regomir. La línea de defensa se situó de forma que las cuatro brigolas de la costa tenían al alcance las naves atacantes, protegidas por los ballesteros, y la coronela, organizada por gremios.
Las tropas de Pedro IV de Aragón dispararon una bombarda de las que había montadas sobre las galeras aragonesas, inutilizando una de las galeras atacantes, destruyendo sus castillos y el palo mayor, mientras los atacantes tiraban piedras con las brigolas que caían sobre la playa causando mofa por parte de los barceloneses. Finalmente, los castellanos tuvieron que huir. 

...e la nostra nau desparà una bombarda e ferí en lo castell de la nau de Castella...
Cròniques dels reis d'Aragó e comtes de Barcelona

## Consecuencias
Los castellanos se dividieron en dos grupos y desembarcaron en la boca del Llobregat para proveerse de agua dulce, y tuvieron que enfrentarse a una partida de hombres que se les acercó desde San Baudilio de Llobregat y Barcelona.
Una vez hecha la provisión de agua, la flota castellana, bajando hasta Tortosa, se dirigió el 11 de junio a la isla de Ibiza con intención de conquistarla, hasta donde les persiguió una armada de cuarenta galeras catalanas venidas desde Colliure que se habían concentrado en Mallorca. La flota castellana huyó hacia Alicante, donde la Orden de Montesa les hizo frente. Tuvieron que reembarcar dirigiéndose a Calpe mientras sus perseguidores fondeaban en Denia, y finalmente Pedro I de Castilla y Egidio Boccanegra se dirigieron a Cartagena, sin encontrar oposición.
En Cartagena los portugueses se despidieron, y Pedro I de Castilla desembarcó, dirigiéndose por tierra a Tordesillas mientras las naves castellanas volvían a Sevilla.